# Rugby à XV au Luxembourg
Le rugby à XV est un sport mineur au Luxembourg. Les Luxembourgeois vouent une véritable passion pour le football. Internationalement, le Luxembourg est particulièrement performant dans les sports cyclistes (cyclisme sur route).
En 2009, le Luxembourg compte 2 370 licenciés, cinq clubs, deux clubs allant jusqu'aux seniors, De Renert Walferdange, Rugby Club de Luxembourg et trois clubs exclusivement réservés aux jeunes: le Cercle Sportif des Communautés Européennes Luxembourg (CSCE-Section Rugby), le Rugby Club des Terres Rouges et les Rugby Eagles Luxembourg.
Le Rugby Club Walferdange dispose également, depuis 2008, d'une équipe senior féminine. Les joueuses sont surnommées les Walfettes.
L'équipe nationale devient membre de la FIRA en 1976 et membre de l'International Rugby Board en 1991. Elle participe tous les ans au Championnat international d'Europe de rugby à XV organisé par Rugby Europe.
L'équipe du Luxembourg n'a jamais participé à la phase finale de Coupe du monde de rugby. Elle est considérée comme une équipe de troisième ordre, selon le classement actuel établi par l'IRB.

## Histoire
Le rugby à XV au Luxembourg n'est pas historiquement un sport populaire, cependant, c'est un sport qui connaît un intérêt croissant. Le rugby a été introduit au Luxembourg dans les années 1960. Ils se sont comparés à des équipes comme l'équipe d'Andorre, qui jouit de la même position : une faible population, un intérêt croissant pour ce sport, et la popularité de ce sport auprès des immigrés et travailleurs étrangers employés dans les banques du pays (l'Andorre a également permis au Luxembourg de remporter son premier succès en 1989).
Le Luxembourg dispute son premier match international en 1975, contre le voisin, la Belgique, avec une défaite concédée 28-6.
À cause de l'influence de la France, où le rugby à XV nourrit régionalement une grande passion, et des médias français qui ont une forte pénétration au Luxembourg, le sport est très connu. la proximité des îles britanniques a également favorisé l'essor de ce sport, de nombreuses équipes britanniques organisant des tournées dans le duché. Les voisins, Belgique, Allemagne, et Pays-Bas comptent également des milliers de licenciés, avec une tradition et une implantation depuis la seconde Guerre mondiale, voire antérieure.

## Institution dirigeante
La fédération luxembourgeoise de rugby a été créée en mai 1973 par des expatriés français et britanniques, à la suite de la fondation du premier club du pays, le Rugby Club de Luxembourg, car il ne peut y avoir de club officiellement reconnu sans fédération nationale ! Seul club du pays pendant plusieurs années, le Rugby Club de Luxembourg a sollicité la Fédération française de rugby qui l'a bien volontiers accueilli au sein du comité Alsace-Lorraine. Le deuxième club, De Renert Walferdange a été créé en 1990 et évolue au départ dans le championnat belge. Les deux équipes évoluent désormais en Bundesliga, le championnat allemand. L'équipe féminine de Walferdange évolue dans le championnat belge.
La fédération a la charge d'organiser et de développer le rugby à XV au Luxembourg. Elle regroupe les clubs, les associations, les sportifs, les entraîneurs, les arbitres, pour contribuer à la pratique et au développement du rugby dans tout le duché.
La fédération est membre de l'International Rugby Board (IRB) (depuis 1991)
La fédération gère l'Équipe du Luxembourg de rugby à XV.

## Équipe nationale
L'équipe du Luxembourg de rugby à XV réunit une sélection des meilleurs joueurs luxembourgeois de rugby à XV et participe aux compétitions internationales. Au 4 mai 2009, elle est 94e (sur 95) au classement des équipes nationales de rugby. En 2019, le Luxembourg atteint la meilleure place de son histoire au classement World Rugby : 56e (du 10/11/2019 au 24/10/2021).
Le Grand-duché a participé à plusieurs championnats FIRA, et malgré sa taille a accompli des résultats honorables. Le Luxembourg est également membre de l'IRB (International Rugby Board) depuis 1991.
Le Luxembourg Rugby est la seule sélection nationale de sports collectifs à avoir gagné trois fois une poule en championnat d'Europe des nations. Plus de 20 points marqués contre la Slovénie à Cessange et plus de 20 points aussi à Split contre la Croatie et enfin un excellent match nul contre l'Andorre à Luxembourg en 1995 ont permis la victoire en 1995 et enfin trois victoires sur la Bosnie, la Bulgarie et Monaco en 1997 pour la victoire en coupe de Bronze 1997. Il ne faut pas oublier non plus le match nul contre la Géorgie en 1993.